# Monanthes laxiflora
Monanthes laxiflora är en fetbladsväxtart som först beskrevs av Dc., och fick sitt nu gällande namn av Carl August Bolle. Monanthes laxiflora ingår i släktet Monanthes och familjen fetbladsväxter. Inga underarter finns listade i Catalogue of Life.

## Bildgalleri

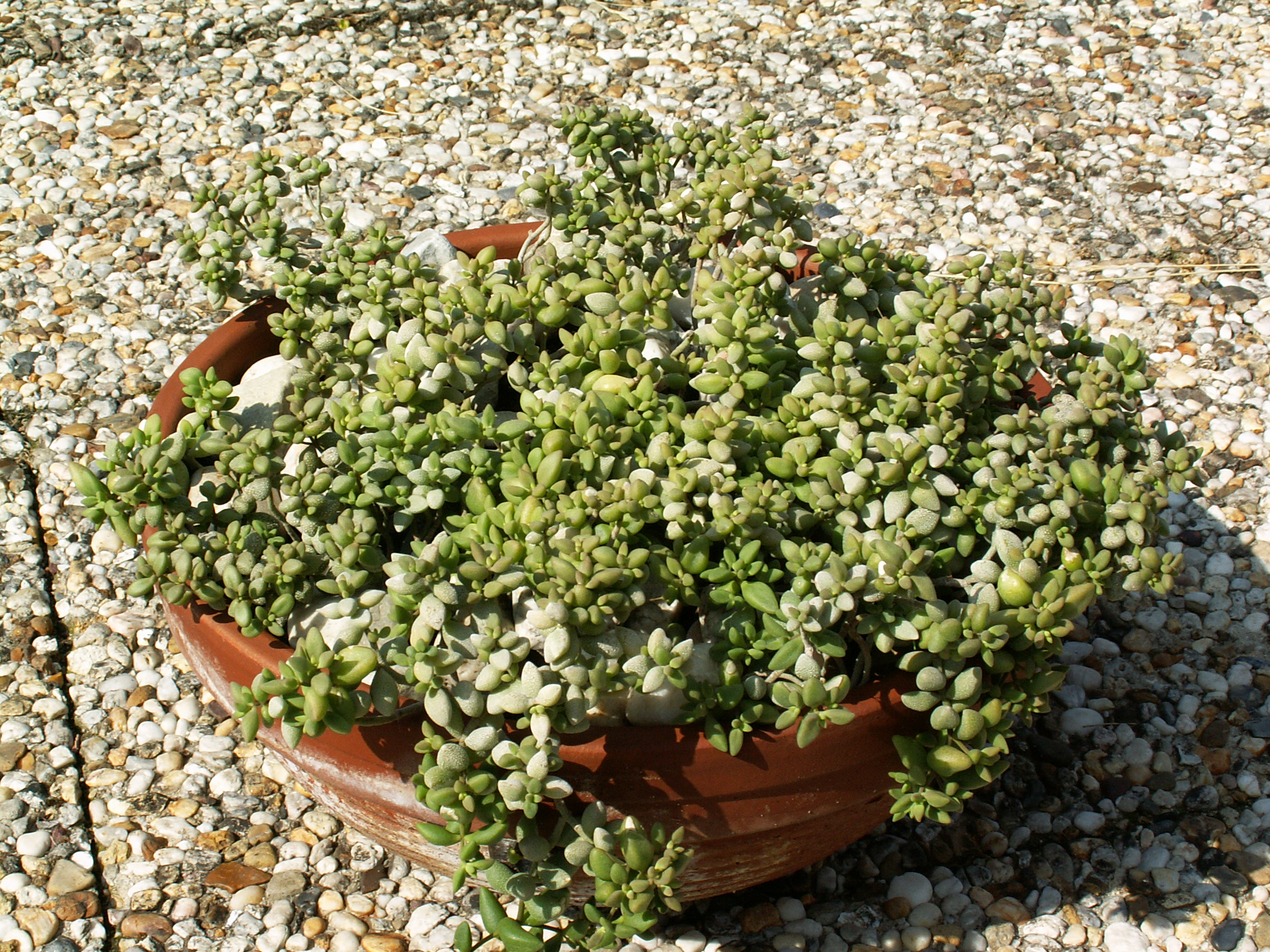
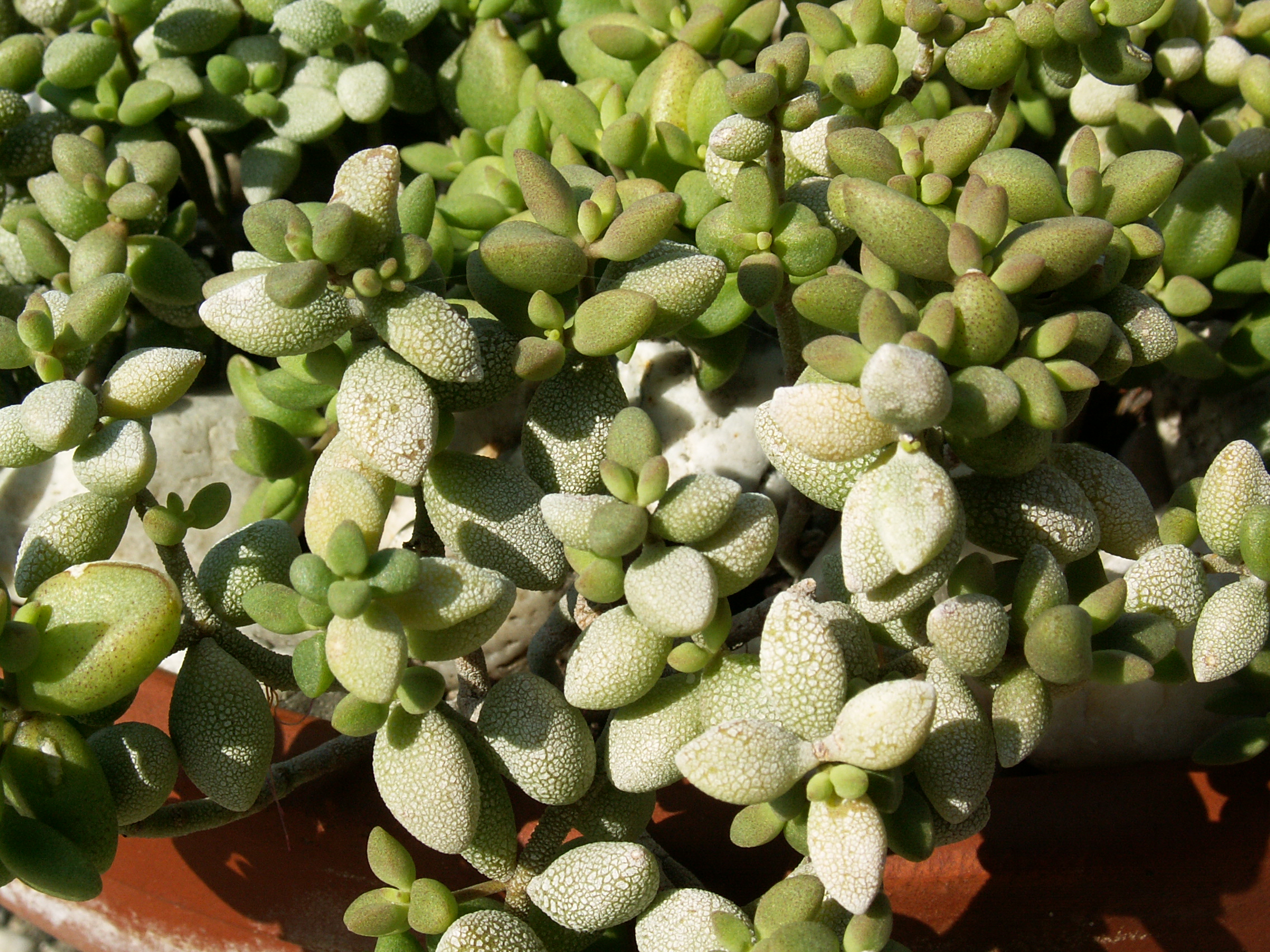
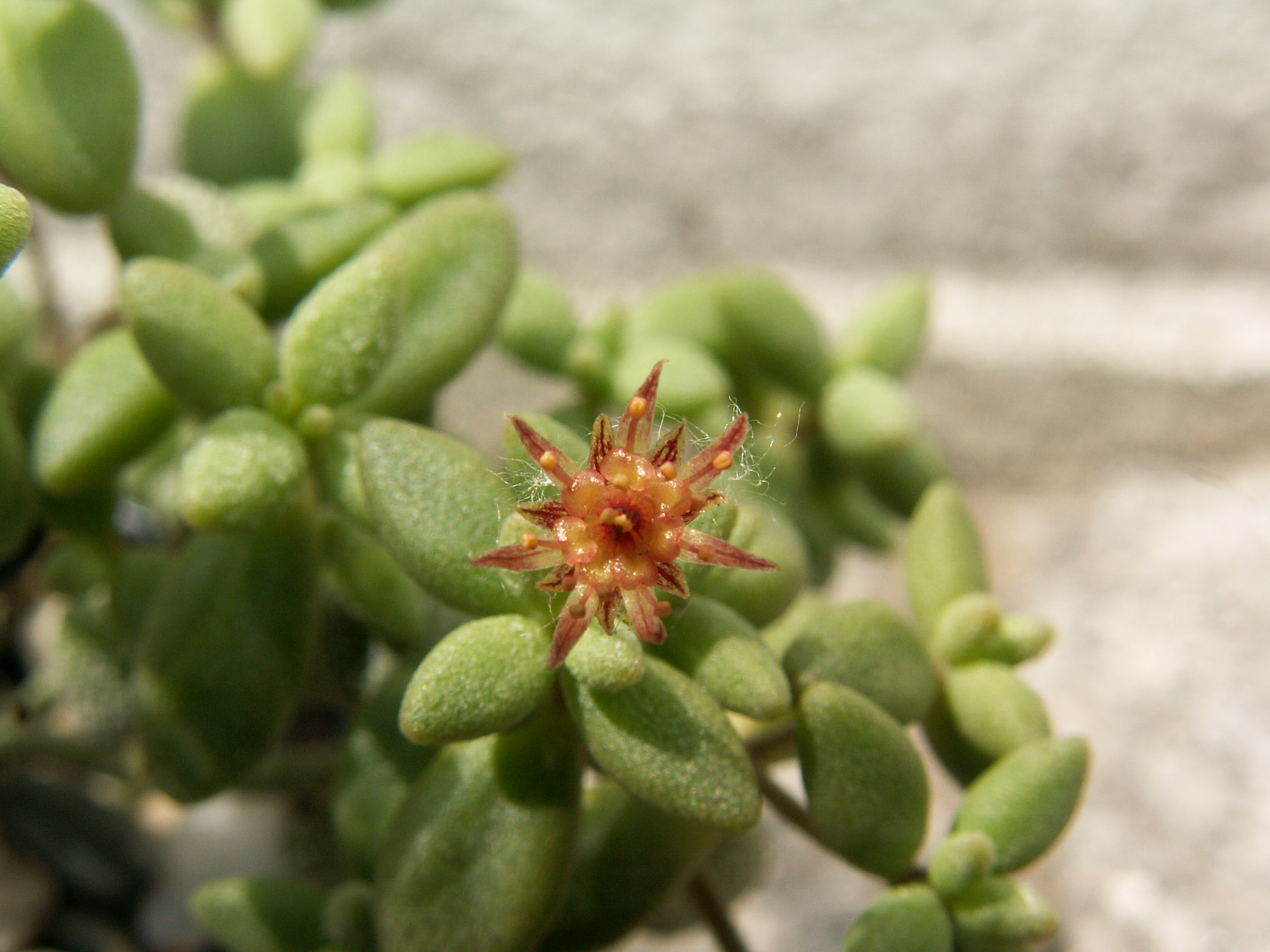
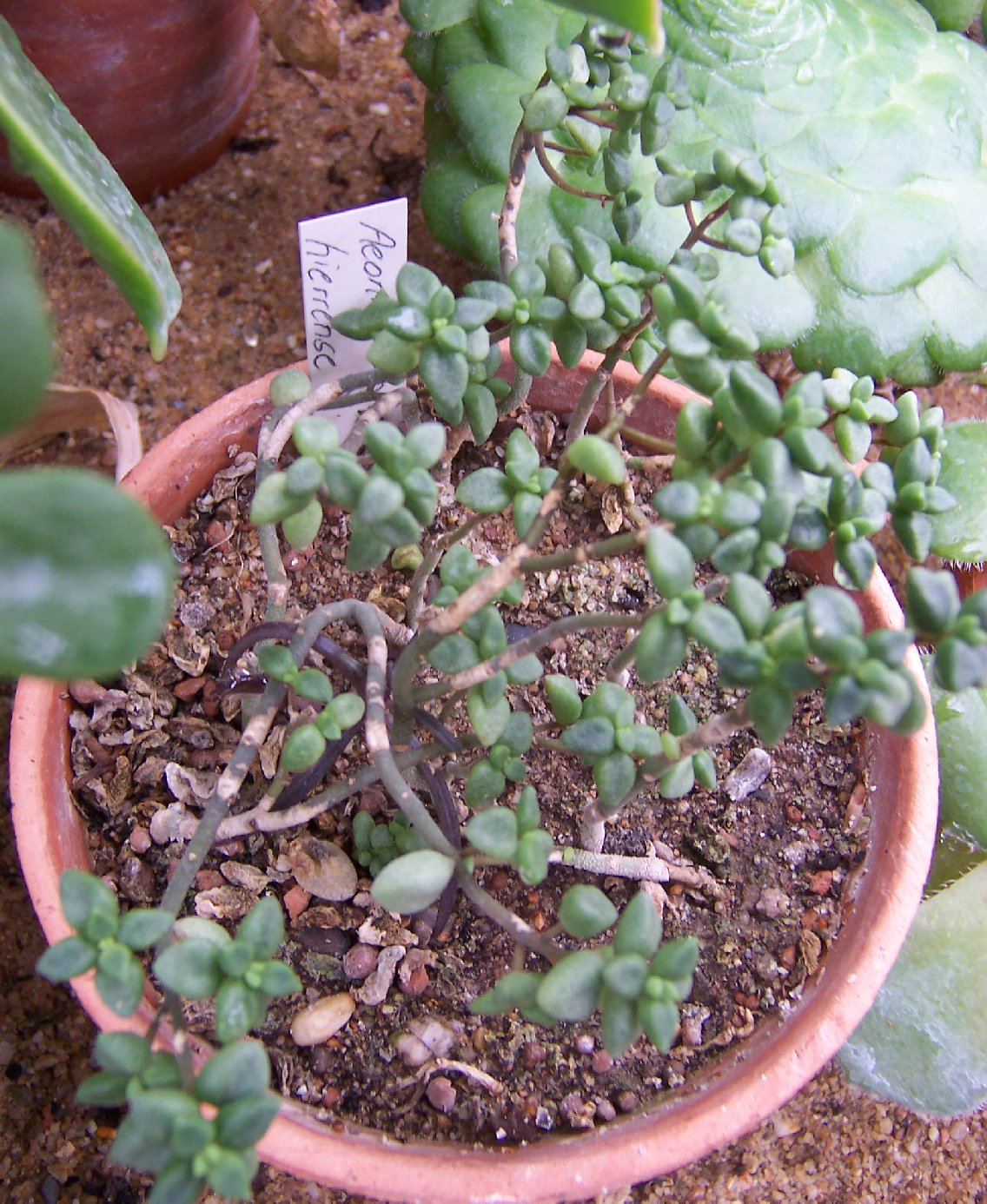
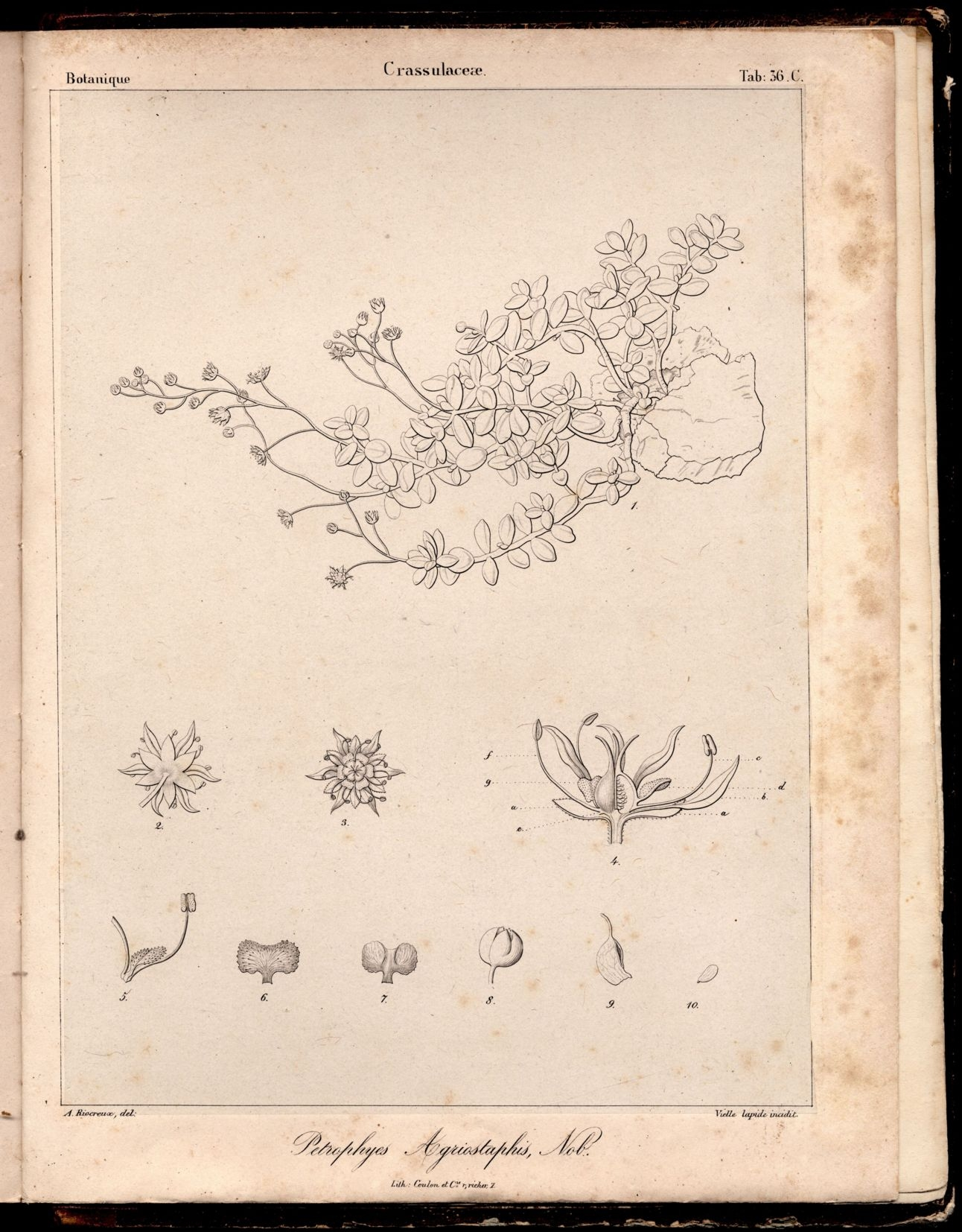